# Margaret (rivier in South West)
De Margaret is een rivier in West-Australië in de regio South West. De rivier ligt bij het stadje Margaret River, de hoofdplaats van het bestuurlijk gebied Shire of Augusta-Margaret River, en ontspringt zo'n 45 kilometer naar het oosten. De regio is bekend om zijn wijnbouw. In de buurt zijn ook vele grotten te vinden, waarvan er zes toegankelijk zijn voor het publiek.
De plaats Margaret River, genoemd naar de rivier, ligt op 250 kilometer ten zuiden van Perth en negen kilometer landinwaarts van de kust met de Indische Oceaan. Het ligt ongeveer halverwege tussen Kaap Leeuwin in het zuiden en Kaap Naturaliste in het noorden.
Er heerst een Mediterraan klimaat met een gemiddelde jaarlijkse neerslag van iets meer dan 1000 millimeter. De natste periode is van mei tot en met augustus, in deze vier maanden valt circa twee derde van de jaarlijkse neerslag.
Bij de plaats ligt een grote cluster van wijngaarden die profiteren van de koele zeewind. Meer dan 4000 hectare is in gebruik voor de wijnbouw. Het klimaat is vergelijkbaar met dat van de Bordeaux en druivenrassen uit die streek doen het hier goed.
Vlak bij de plaats ligt het Nationaal park Leeuwin-Naturaliste. Dit park staat bekend om zijn vele grotten waarvan er zes geopend zijn voor het publiek. De meest bekende grot is (en)  Mammoth Cave, Mammoet grot, op 20 kilometer ten zuiden van de plaats. Deze grot is 500 meter lang en 30 meter hoog. De grot werd rond 1895 ontdekt en al vrij snel daarna werden rondleidingen gegeven. Veel fossielen zijn er gevonden waaronder die van de buidelwolf. Andere grotten die open zijn voor het publiek zijn: Jewel Cave, Lake Cave, Ngilgi Cave, Calgardup Cave en Giants Cave.

## Galerij

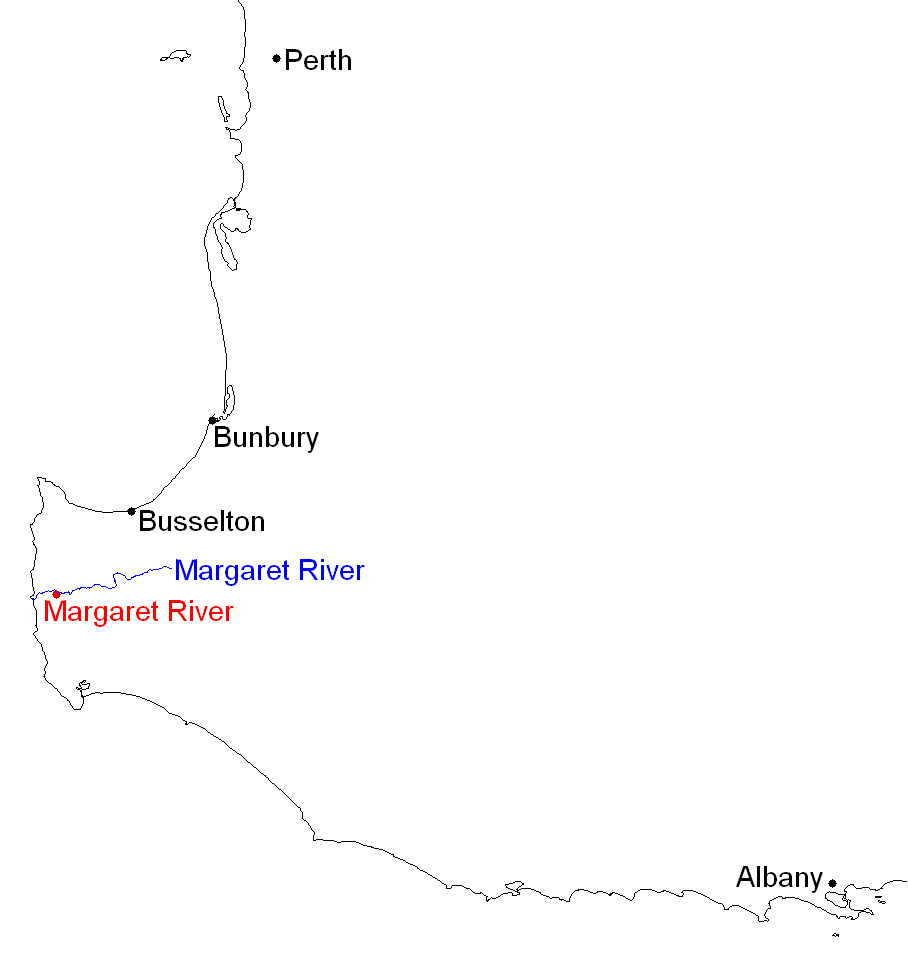
Ligging van de rivier
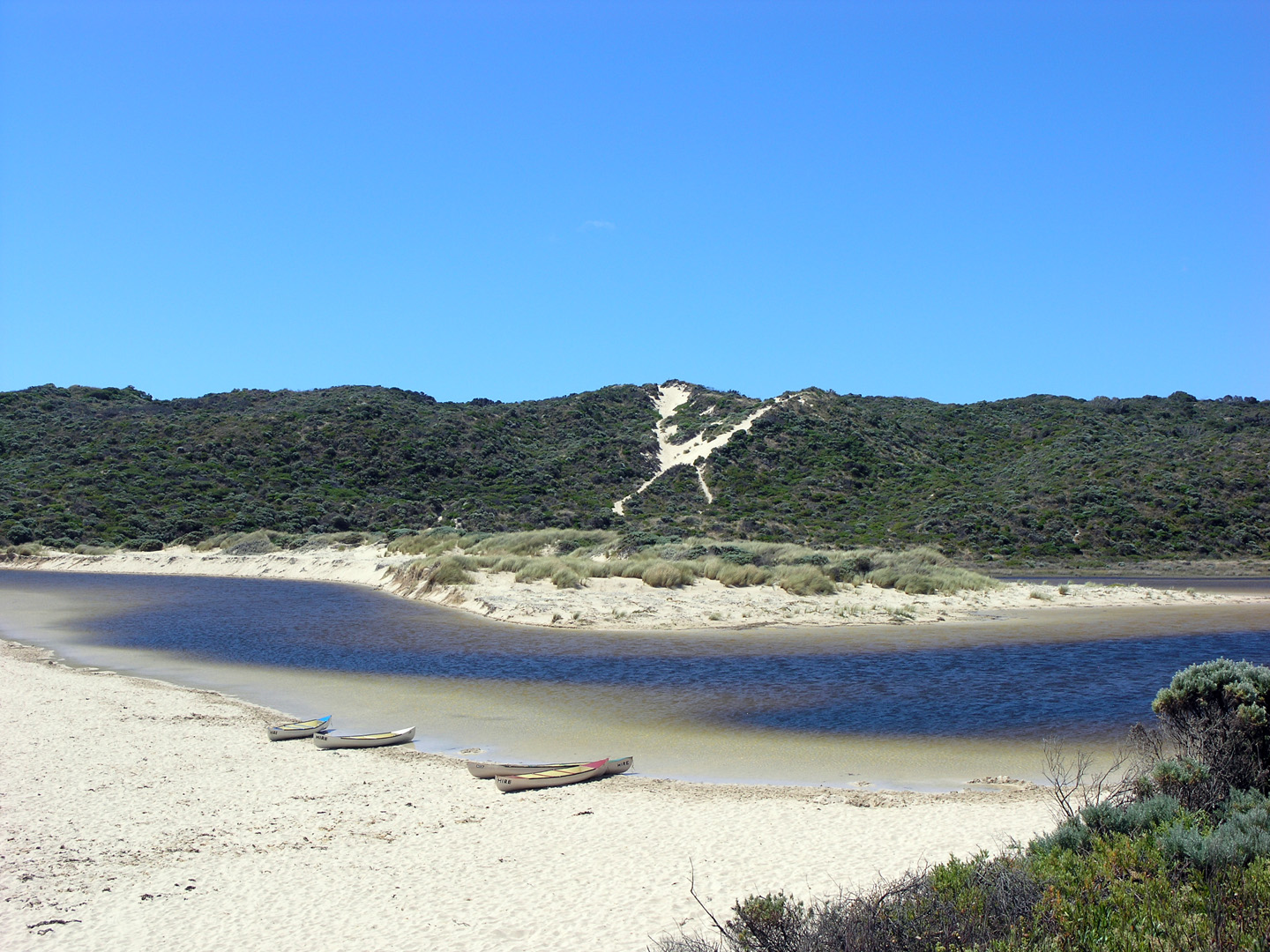
Monding van de rivier Margaret River
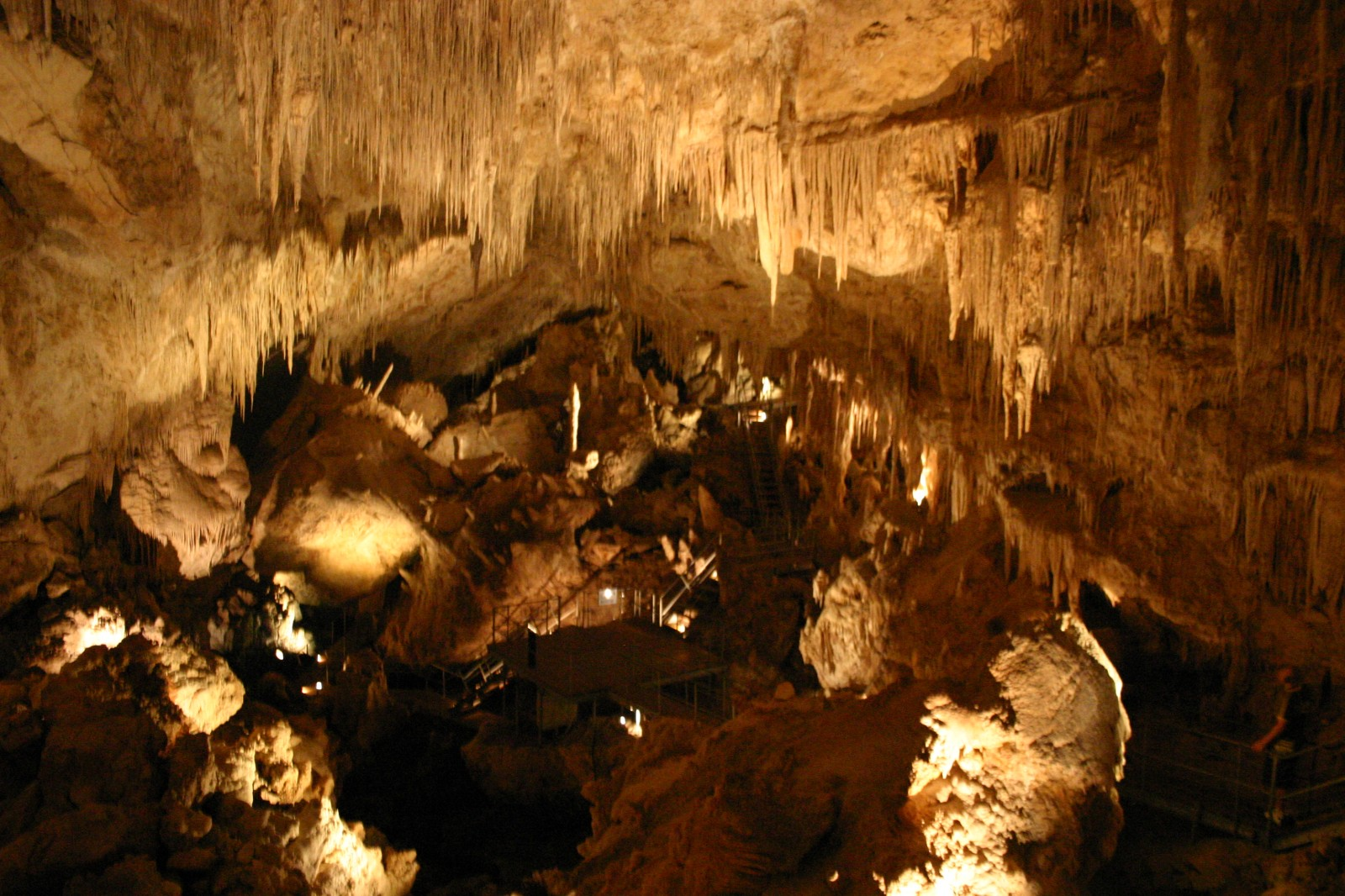
Mammoth Cave